# Призрак дома на холме (роман)
«Призрак дома на холме» (англ. The Haunting of Hill House) — готический хоррор-роман 1959 года американской писательницы Шерли Джексон. Стал финалистом Национальной книжной премии и считается одной из лучших историй с привидениями, опубликованных в XX веке. Чтобы пробудить эмоции у читателя, роман больше полагается на саспенс, чем на ужас, используя сложную связь между таинственными событиями в доме и психикой персонажей.

## Создание
Автор решила написать «историю с привидениями» после того, как прочитала о группе «духовных исследователей», которые изучали дом и угрюмо докладывали о своих якобы научных находках Обществу духовных исследований. То, что Джексон нашла в их «сухих отчетах, было не историей о доме с привидениями, а историей о нескольких серьезных, как я считаю, обманутых, безусловно целеустремленных людях, с разной мотивацией и прошлым». Увлечённая перспективой создания собственного дома с привидениями и персонажами, которые будут его изучать, она начала исследование.. 
Позже она сказала, что нашла в журнале изображение дома в Калифорнии, который, по её мнению, был достаточно похож на тот, в котором могут быть привидения. Она попросила свою мать, жившую в Калифорнии, помочь найти информацию о жилище. Согласно Джексон, её мать обнаружила, что этот дом принадлежал прапрадеду самой писательницы, а построил его архитектор, который также спроектировал некоторые старейшие здания в Сан-Франциско. Джексон также читала традиционные истории с привидениями том за томом, готовясь к написанию собственной: «Никто не может окунуться в роман о доме с привидениями, не столкнувшись перед этим с темой реальности; либо я должна верить в привидения, что так и есть, либо должна писать совсем другой роман».Оригинальный текст (англ.)The author decided to write "a ghost story" after reading about a group of nineteenth century "psychic researchers" who studied a house and somberly reported their supposedly scientific findings to the Society for Psychic Research. What Jackson discovered in their "dry reports was not the story of a haunted house, it was the story of several earnest, I believe misguided, certainly determined people, with their differing motivations and background." Excited by the prospect of creating her own haunted house and the characters to explore it, she launched into research. She later claimed to have found a picture of a California house she believed was suitably haunted-looking in a magazine. She asked her mother, who lived in California, to help find information about the dwelling. According to Jackson, her mother identified the house as one the author's own great-great-grandfather, an architect who had designed some of San Francisco's oldest buildings, had built. Jackson also read volume upon volume of traditional ghost stories while preparing to write her own, "No one can get into a novel about a haunted house without hitting the subject of reality head-on; either I have to believe in ghosts, which I do, or I have to write another kind of novel altogether."Пола Гуран
Во время работы над романом, Джексон нарисовала план обоих этажей Хилл-хауса и экстерьер дома.

## Сюжет
Особняк Хилл-хаус (англ. Hill House), построенный покойным Хью Крейном (англ. Hugh Crain), находится между несколькими холмами. События романа вращаются вокруг четырёх персонажей: доктора Джона Монтегю (англ. Dr. John Montague), исследователя сверхъестественного, Элинор Венс (англ. Eleanor Vance), застенчивой молодой женщины, которая долгое время заботилась о своей больной матери, Теодоры (англ. Theodora), яркой и богемной девушки, и Люка Сандерсона (англ. Luke Sanderson), молодого наследника Хилл-хауса.
Доктор Монтегю надеется найти доказательства существования сверхъестественного, поэтому он арендует дом на лето и приглашает нескольких гостей, которых выбрал из-за их предыдущего опыта столкновения с паранормальными явлениями. Из них приглашение принимают только Элинор и Теодора. Элинор едет в дом, где будет жить в уединении с Монтегю, Люком и Теодорой.
За особняком присматривают мистер и миссис Дадли (англ. Dudley), которые отказываются оставаться возле дома после заката. Грубоватая и сконцентрированная на уходе за домом миссис Дадли добавляет немного комизма ситуации. У четырёх временных жителей дома начинают развиваться дружеские отношения. Доктор Монтегю рассказывает остальным историю дома, которая включает в себя самоубийство и другие насильственные смерти.
Вокруг всех четырёх персонажей начинают происходить необычные вещи, среди которых странные звуки, призраки, которые бродят по ночам, надписи на стенах и другие необъяснимые события. Элинор начинает испытывать явления, которые не замечают остальные. В то же время, она начинает терять связь с реальностью, и в романе намекается, что, по крайней мере, некоторые из этих явлений происходят только в воображении Элинор. Другим объяснением этого может быть то, что она владеет подсознательными телекинетическими способностями, которые и являются источником тех паранормальных событий, которые видят жители дома (что может свидетельствовать о том, что, возможно, в доме нет никакого призрака). На этот вариант намекает инцидент с полтергейстом, произошедший с Элинор в детстве.
Позже в дом приезжает властная и высокомерная миссис Монтегю с директором школы для мальчиков Артуром Паркером (англ. Arthur Parker), чтобы помочь в исследовании феномена дома. Они тоже интересуются сверхъестественным и проводят спиритические сеансы, но, в отличие от четырёх главных персонажей, с ними не происходит ничего мистического, хотя один из духов, с которым якобы общается миссис Монтегю, пытается передать послание Элинор.
Многие паранормальные явления, происходящие в романе, имеют размытое описание или частично скрыты от персонажей. Например, Элинор и Теодора находятся в комнате, когда что-то с той стороны пытается вломиться к ним, или Элинор понимает, что рука, которую она держала в темноте, — это не рука Теодоры, как она думала. Один раз, когда Элинор и Теодора ночью находятся на улице, они видят семейный пикник, который как будто происходит днём. Теодора кричит от страха и говорит Элинор бежать и не оглядываться, но в книге так и не объясняется, что увидела Теодора.
В конце книги персонажи понимают, что Элинор становится одержима домом. Чтобы защитить её, доктор Монтегю и Люк говорят ей, что она должна покинуть Хилл-хаус. Но Элинор считает, что особняк — это её дом, и сопротивляется. Мужчины заставляют её сесть в машину, девушка прощается с ними и начинает уезжать. Но до того, как она покидает территорию Хилл-хауса, она намеренно направляет машину в большой дуб и, скорее всего, умирает. Из последнего абзаца читатель так и не узнаёт, была ли Элинор женщиной с психическими проблемами, совершившей самоубийство, или её смерть стала результатом сверхъестественных явлений.

## Критика
Стивен Кинг в своей нехудожественной книге «Пляска смерти» о жанре ужасов, включил роман «Призрак дома на холме» в список лучших хоррор-романов XX века и написал на него рецензию. Согласно газете «The Wall Street Journal» книгу «сейчас считают лучшей когда-либо написанной историей о доме с привидениями». Деймон Найт в свой колонке в журнале «Fantasy & Science Fiction» назвал роман среди 10 лучших жанровых книг 1959 года.
Софи Миссинг (англ. Sophie Missing) в положительном отзыве на книгу для газеты «The Guardian» написала: «Джексон обращается со своим материалом — который мог бы стать дешевыми ужасами в менее искусных руках — с огромным мастерством и утончённостью. […] Ужас, свойственный этому роману, содержится не в Хилл-хаусе (хоть он и чудовищный) или в событиях, происходящих в нём, а в неизведанных глубинах разума его персонажей и читателей. Возможно поэтому он и остаётся безусловной историей о доме с привидениями».
В 2018 году двое из тринадцати писателей, среди которых газета «The New York Times» провела опрос, назвали роман самой страшной книгой, которую они когда-либо читали.

## Адаптации
Роман был дважды экранизирован в формате фильма — в 1963 и 1999 году, оба раза под названием «Призрак дома на холме» (англ. The Haunting). Экранизация 1963 года — относительно близка к событиям книги и получила признание критиков. Фильм 1999 года довольно сильно отличается от романа и получил отрицательные отзывы критиков. В нём призрак терроризирует главных героев, двое из которых умирают от однозначно сверхъестественных причин. Пародия на эту экранизацию была включена в фильм «Очень страшное кино 2» (2001).
В 1964 году Ф. Эндрю Лесли (англ. F. Andrew Leslie) адаптировал книгу для сцены. 
В 2015 году Энтони Нильсон подготовил новый спектакль для театра Liverpool Playhouse.
В 2017 году было объявлено, что Майк Флэнаган создаст сериал по мотивам романа для платформы Netflix; экранизация вышла 12 октября 2018 года под названием «Призраки дома на холме» (англ. The Haunting of Hill House).

## Русский перевод
Издание романа на русском языке было опубликовано в 2011 году в переводе Е. Доброхотовой-Майковой, издательство «Эксмо».